# Broadway, Worcestershire
Broadway är en ort och civil parish i Storbritannien.   Den ligger i grevskapet Worcestershire och riksdelen England, i den södra delen av landet, 130 km väster om huvudstaden London. Broadway ligger 127 meter över havet och antalet invånare är 2 552.
Terrängen runt Broadway är varierad. Runt Broadway är det ganska tätbefolkat, med 72 invånare per kvadratkilometer. Närmaste större samhälle är Evesham, 9,4 km nordväst om Broadway. Trakten runt Broadway består till största delen av jordbruksmark.